# TSV St. Otmar St. Gallen

Klubbmärket.

TSV St. Otmar St. Gallen är en idrottsförening från staden Sankt Gallen i Schweiz, bildad 1924. Den bedriver sporterna handboll (som den är mest framgångsrik inom), fistboll, tennis, fotboll, basket och gymnastik. Handbollssektionen bildades 1942.
Föreningen grundades 1924 som en katolsk ungdomsklubb och namngavs efter helgonet Otmar av Sankt Gallen.

## Meriter (handboll)
- Schweizisk mästare: 1971, 1973, 1974, 1981, 1982, 1986, 2001
- Finalförlust i Europacupen 1982